# Надольный, Иван Григорьевич
Иван Григорьевич Надольный (12 декабря 1928 года — 9 сентября 2005 года) — управляющий отделением конезавода № 61 Беловодского района Луганской области, Украинская ССР, Герой Социалистического Труда (1966).

## Биография
Иван Григорьевич Надольный родился в крестьянской семье в 1928 году в селе Кировка Беловодского района Старобельского округа Украинской ССР (ныне — село Лимарёвка Беловодского района Луганской Народной Республики).
В 1948 году окончил Старобельский ветеринарный техникум и после его окончания стал работать на Лимарёвском конном заводе № 61 ветеринаром. 61-й конный завод кроме коневодства развивал также полеводство, в хозяйстве ежегодно получали высокие урожаи кормовых и зерновых культур.
Надольный И. Г. с 1960 года возглавлял первое отделение Лимарёвского конезавода, которое вышло победителем в социалистическом соревновании среди коллективов трёх конезаводов Беловодского района по итогам работы в 7-й семилетке (1959—1965).
За большие успехи, достигнутые в увеличении производства и заготовок пшеницы, ржи, гречихи, проса, риса, кукурузы и других зерновых и кормовых культур, Указом Президиума Верховного Совета СССР от 23 июня 1966 года Надольному Ивану Григорьевичу было присвоено звание Героя Социалистического Труда с вручением Ордена Ленина и золотой медали «Серп и молот».
В 1972 году окончил заочное отделение Луганского сельскохозяйственного института, после чего работал главным агрономом завода, а с 1980 года — директором Лимарёвского конезавода до выхода на пенсию в 1984 году. С 1984 года — персональный пенсионер союзного значения.
Проживал в селе Новолимарёвка Беловодского района Луганской области (ныне — Луганская Народная Республика).
Скончался 9 сентября 2005 года.

## Награды
- Звание Герой Социалистического Труда (23 июня 1966);
- Медаль «Серп и Молот» (23 июня 1966) — № 11965);
- Орден Ленина (23 июня 1966) — № 361520);
- Почётный гражданин Беловодщины (28.08.2001).
- медали.